# Frans Hin
Franciscus Fidelio Joseph "Frans" Hin (Haarlem, 29 de gener de 1906 - Haarlem, 6 de març de 1968) va ser un regatista neerlandès que va competir a començaments del segle xx.
El 1920 va prendre part en els Jocs Olímpics d'Anvers, on va guanyar la medalla d'or en la categoria de 12 peus del programa de vela. Hin navegà a bord del Beatrijs III junt al seu pare i el seu germà.